# رابرسفيلن
رابرسفيلن (بالألمانية: Raperswilen) هي إحدى بلديات مقاطعة كروزلينغن في كانتون تورغاو في سويسرا. تبلغ مساحتها 7.67 كيلومتر مربع، ويقدر عدد سكانها بـ 395 نسمة (حسب تعداد ديسمبر 2015).